# Irish American Football League 2008
La Irish American Football League 2008 è stata la 22ª edizione del campionato irlandese di football americano di primo livello, organizzato dalla IAFL.

## Squadre partecipanti
| Club                  | Città         | Stadio | Sponsor ufficiale | Risultato nella stagione 2007 |
| --------------------- | ------------- | ------ | ----------------- | ----------------------------- |
| Belfast Bulls         | Belfast       |        |                   |                               |
| Belfast Trojans       | Belfast       |        |                   |                               |
| Carrickfergus Knights | Carrickfergus |        |                   |                               |
| Cork Admirals         | Cork          |        |                   |                               |
| DCU Saints            | Dublino       |        |                   |                               |
| Dublin Rebels         | Dublino       |        |                   |                               |
| Dublin Rhinos         | Dublino       |        |                   |                               |
| Tallaght Outlaws      | Tallaght      |        |                   |                               |
| UL Vikings            | Limerick      |        |                   |                               |

## Stagione regolare

### Calendario

#### 1ª giornata
| 30 marzo 2008 | DCU Saints | 7 – 18 | Carrickfergus Knights |  |

| 30 marzo 2008 | Belfast Trojans | 0 – 16 | Dublin Rebels |  |

| 30 marzo 2008 | Cork Admirals | 66 – 0 | Belfast Bulls |  |

#### 2ª giornata
| 6 aprile 2008 | Carrickfergus Knights | 25 – 0 | Dublin Rhinos |  |

| 6 aprile 2008 | UL Vikings | 22 – 0 | Belfast Trojans |  |

| 6 aprile 2008 | Cork Admirals | 98 – 0 | Tallaght Outlaws |  |

#### 3ª giornata
| 13 aprile 2008 | Dublin Rhinos | 0 – 64 | Dublin Rebels |  |

| 13 aprile 2008 | Belfast Bulls | 6 – 22 | UL Vikings |  |

| 13 aprile 2008 | Tallaght Outlaws | 0 – 44 | DCU Saints |  |

#### 4ª giornata
| 20 aprile 2008 | Belfast Trojans | 24 – 8 | Belfast Bulls |  |

| 20 aprile 2008 | Dublin Rebels | 0 – 6 | Cork Admirals |  |

#### 5ª giornata
| 27 aprile 2008 | DCU Saints | 32 – 3 | Dublin Rhinos |  |

| 27 aprile 2008 | Carrickfergus Knights | 0 – 42 | Belfast Trojans |  |

| 27 aprile 2008 | UL Vikings | 20 – 3 | Cork Admirals |  |

#### 6ª giornata
| 4 maggio 2008 | Dublin Rebels | 25 – 0 | DCU Saints |  |

| 4 maggio 2008 | Belfast Bulls | 30 – 14 | Carrickfergus Knights |  |

| 4 maggio 2008 | UL Vikings | 20 – 3 | Cork Admirals |  |

#### 7ª giornata
| 11 maggio 2008 | Dublin Rhinos | 34 – 0 | Tallaght Outlaws |  |

| 11 maggio 2008 | Belfast Bulls | 14 – 30 | Belfast Trojans |  |

#### 8ª giornata
| 18 maggio 2008 | Dublin Rebels | 52 – 0 | Dublin Rhinos |  |

| 18 maggio 2008 | Belfast Trojans | 44 – 19 | Carrickfergus Knights |  |

| 18 maggio 2008 | Tallaght Outlaws | 0 – 60 | Cork Admirals |  |

#### 9ª giornata
| 25 maggio 2008 | Cork Admirals | 25 – 34 | UL Vikings |  |

| 25 maggio 2008 | Carrickfergus Knights | 14 – 17 | Belfast Bulls |  |

| 25 maggio 2008 | DCU Saints | 0 – 39 | Dublin Rebels |  |

#### 10ª giornata
| 1º giugno 2008 | Tallaght Outlaws | 0 – 92 | UL Vikings |  |

#### 11ª giornata
| 8 giugno 2008 | Dublin Rhinos | 6 – 32 | DCU Saints |  |

#### 12ª giornata
| 15 giugno 2008 | Dublin Rhinos | 0 – 56 | Belfast Trojans |  |

| 15 giugno 2008 | Dublin Rebels | 72 – 0 | Belfast Bulls |  |

| 15 giugno 2008 | Carrickfergus Knights | 32 – 44 | Cork Admirals |  |

#### 13ª giornata
| 22 giugno 2008 | UL Vikings | 14 – 32 | Dublin Rebels |  |

| 22 giugno 2008 | Belfast Trojans | 30 – 0 | Tallaght Outlaws |  |

#### 14ª giornata
| 29 giugno 2008 | Cork Admirals | 34 – 6 | Dublin Rhinos |  |

| 29 giugno 2008 | Belfast Bulls | 0 – 6 | DCU Saints |  |

#### 15ª giornata
| 19 aprile 2008 | DCU Saints | 12 – 47 | UL Vikings |  |

### Classifiche
Le classifiche della regular season sono le seguenti.
- PCT = percentuale di vittorie, G = partite giocate, V = partite vinte,  P = partite perse, PF = punti fatti, PS = punti subiti

#### North
| Pos. | Squadra               | PCT  | G | V | N | P | PF  | PS  |
| ---- | --------------------- | ---- | - | - | - | - | --- | --- |
| 1    | Belfast Trojans       | .750 | 8 | 6 | 0 | 2 | 226 | 79  |
| 2    | Carrickfergus Knights | .375 | 8 | 3 | 0 | 5 | 156 | 193 |
| 3    | Belfast Bulls         | .250 | 8 | 2 | 0 | 6 | 84  | 262 |

#### Center
| Pos. | Squadra       | PCT  | G | V | N | P | PF  | PS  |
| ---- | ------------- | ---- | - | - | - | - | --- | --- |
| 1    | Dublin Rebels | .875 | 8 | 7 | 0 | 1 | 301 | 22  |
| 2    | DCU Saints    | .500 | 8 | 4 | 0 | 4 | 133 | 141 |
| 3    | Dublin Rhinos | .125 | 8 | 1 | 0 | 7 | 49  | 295 |

#### South
| Pos. | Squadra          | PCT  | G | V | N | P | PF  | PS  |
| ---- | ---------------- | ---- | - | - | - | - | --- | --- |
| 1    | UL Vikings       | .875 | 8 | 7 | 0 | 1 | 286 | 88  |
| 2    | Cork Admirals    | .750 | 8 | 6 | 0 | 2 | 332 | 92  |
| 3    | Tallaght Outlaws | .000 | 8 | 0 | 0 | 8 | 0   | 434 |

## Playoff

### Tabellone
|  | Wild Card | Wild Card     | Wild Card |  |  | Semifinali | Semifinali      | Semifinali |  |  | XXII Shamrock Bowl | XXII Shamrock Bowl | XXII Shamrock Bowl |
|  |           |               |           |  |  |            |                 |            |  |  |                    |                    |                    |
|  |           |               |           |  |  | 1C         | Dublin Rebels   | 19         |  |  |                    |                    |                    |
|  | 2C        | DCU Saints    | 2         |  |  | 2S         | Cork Admirals   | 12         |  |  |                    |                    |                    |
|  | 2S        | Cork Admirals | 34        |  |  |            |                 |            |  |  | 1C                 | Dublin Rebels      | 12                 |
|  |           |               |           |  |  |            |                 |            |  |  | 1S                 | UL Vikings         | 14                 |
|  |           |               |           |  |  | 1N         | Belfast Trojans | 8          |  |  |                    |                    |                    |
|  |           |               |           |  |  | 1S         | UL Vikings      | 52         |  |  |                    |                    |                    |

### Wild Card
| 20 luglio 2008 | DCU Saints | 2 – 34 | Cork Admirals |  |

### Semifinali
| 27 luglio 2008 | Belfast Trojans | 8 – 52 | UL Vikings |  |

| 27 luglio 2008 | Cork Admirals | 12 – 19 | Dublin Rebels |  |

### XXII Shamrock Bowl
| 10 agosto 2008 | Dublin Rebels | 12 – 14 | UL Vikings |  |

## Verdetti
- UL Vikings Campioni dell'Irlanda 2008